# Jean Stryjenski
Jean Stryjenski, né le 21 novembre 1922 à Cracovie et mort le 22 juin 1996 à Genève, est un architecte polonais.
Il est le fils de Karol Stryjenski, également architecte, et de Zofia Lubanska, peintre - artiste polonaise connue sous le nom de Zofia Stryjenska. Arrivé en Suisse dès 1944, ce pionnier de l’architecture acoustique et environnementale étudie au technicum de Winterthour, puis rejoint sa famille à Genève en 1949.
Acousticien entièrement autodidacte, il fonde en 1960 un bureau précurseur d'étude en acoustique du bâtiment (AAB (Atelier Acoustique du Bâtiment) qui travaille pour des salles de concert et de théâtre, des églises et de nombreux bâtiments, en Suisse et à l’international. Professeur à l'Ecole technique supérieure de Genève, puis à l'Ecole d’architecture et à l’Ecole des arts décoratifs de Genève, il collabore notamment à la rénovation de la cathédrale Saint-Pierre et de l’église de Saint-Gervais, comme à la reconstruction du Grand Théâtre et à la rénovation de la maison de la culture Le Grütli.
Il a entre autres réalisé une conque pour orchestre pour la Fondation Maeght à Saint-Paul-de-Vence, et la coquille acoustique du 700e (scène sur le lac), actuellement Théâtre de l'Orangerie.
Il est l’auteur de « L’acoustique appliquée à l’urbanisme » (Les Editions techniques, Genève) et de nombreuses recherches et publications.
Jean Stryjenski est le frère jumeau de l’artiste Jacek Stryjenski (auteur notamment du plafond et du rideau de fer du Grand Théâtre de Genève), et de Magdalena Stryjenska Jaques-Dalcroze, et apparenté à la famille Cingria.

## Liens
- Notices dans des dictionnaires ou encyclopédies généralistes :   - Base de données des élites suisses
  - Dictionnaire historique de la Suisse
  - Polski Słownik Biograficzny
- Notices d'autorité :   - VIAF
  - ISNI
  - IdRef
  - GND
  - NUKAT